# オーヘル・レア・シナゴーグ

オーヘル・レア・シナゴーグ（中国語: 猶太教莉亞堂、中国語: Ohel Leah Synagogue）は香港のシナゴーグであり、香港島半山区にある。香港一級歴史建築である。
オーヘル・レア・シナゴーグは1902年に竣工し、二階建ての建築であり、香港最初のシナゴーグである